# V&D

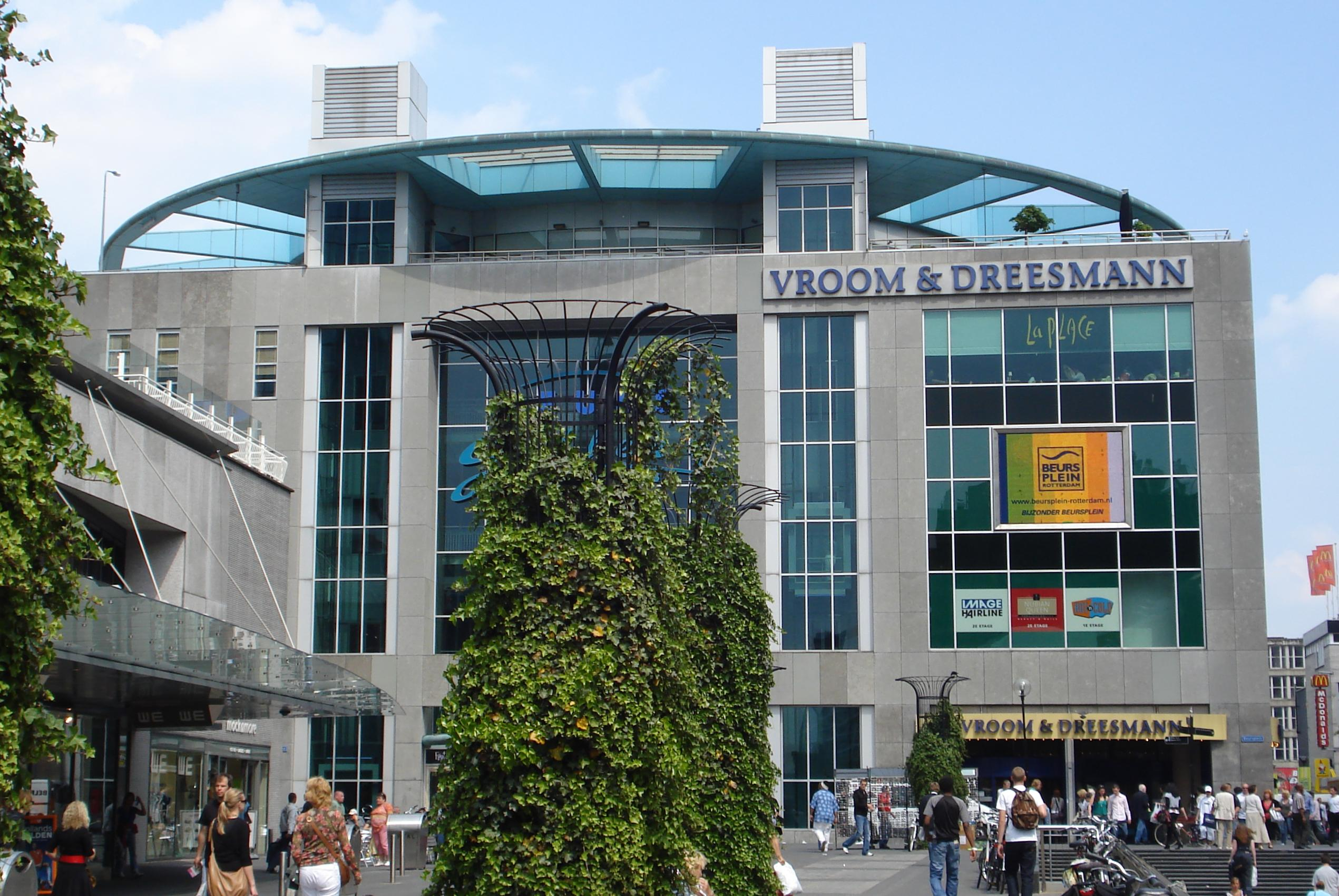
Un magasin V&D, place de la Bourse à Rotterdam en 2008.

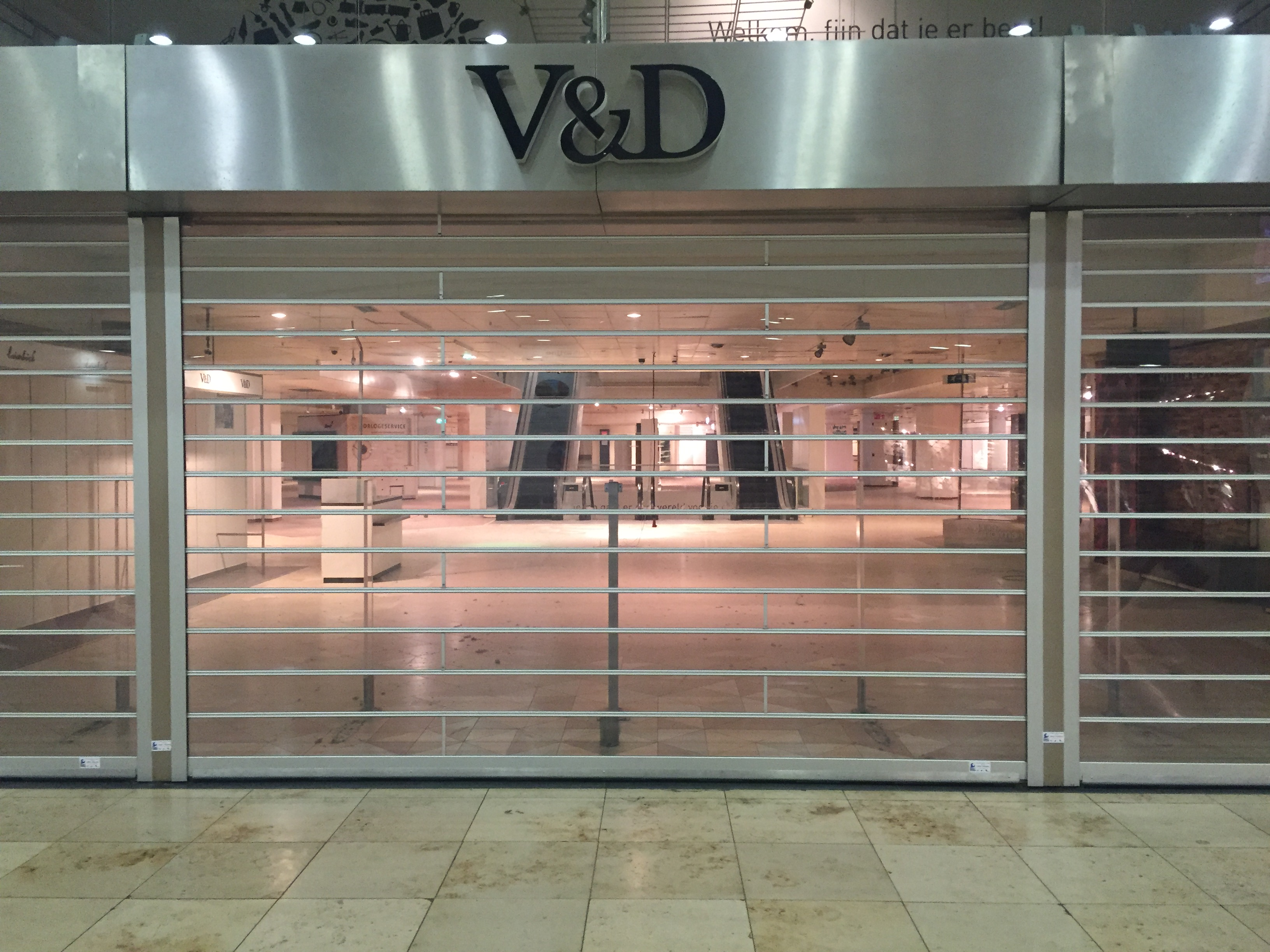
Entrée d'un magasin V&D, à Utrecht en 2016, après la faillite de l'enseigne.

V&D, abréviation de Vroom & Dreesmann, est une chaîne de grands magasins néerlandaise créée en 1887 et disparue en 2016, après avoir été déclarée en faillite le 31 décembre 2015. Depuis 2018 c'est un magasin en ligne.
Les magasins V&D vendaient des vêtements et chaussures de marque, bijoux, cosmétiques, une vaste sélection de livres, CD et DVD, de divertissement à domicile, des appareils électriques, articles de papeterie, cartes et affiches, meubles, objets de décoration et une sélection de charcuterie. Le magasin moyen V&D disposait également d'un restaurant La Place, un agent de voyages et un distributeur de billets de la banque ING. Des magasins importants avaient aussi une boulangerie et une succursale de la banque ING.
Elle comptait, fin 2013, 63 grands magasins, tous répartis aux Pays-Bas.

## Histoire
Le premier magasin sous l'enseigne « Vroom & Dreesmann » fut ouvert en 1887 à Amsterdam par les fondateurs Willem Vroom et Anton Dreesmann.
En septembre 2010, il a été annoncé que V&D et la chaîne de restaurants La Place appartenant à Maxeda seraient vendus au groupe Sun European Partners.
Le 31 décembre 2015, V&D group est déclaré en faillite. L'entreprise espère pouvoir continuer à exister en fermant la moitié de ses filiales et en conservant la chaîne de restaurants rentable La Place, mais 10 000 emplois sont menacés.
Le 5 septembre 2018, l'enseigne V&D est relancée en tant que magasin en ligne.

## Identité visuelle

### Logotype

Logo de V&D de 1968 à 1998.
Logo de V&D du 8 septembre 2007 au 31 décembre 2015 et depuis le 5 septembre 2018[2].